# Jerome de Sandy Cove
Jerome (né vers les années 1830 et mort le 15 avril 1912), également orthographié Jérôme, est le nom donné à un homme à l'identité inconnue sur la plage de Sandy Cove, en Nouvelle-Écosse, le 8 septembre 1863.
Possible naufragé, il a été retrouvé, par un enfant, avec les deux jambes amputées au-dessus des genoux et, interrogé par les habitants, il est resté muet, suggérant qu'il ne parlait pas anglais ni une langue parlée dans la région. Lorsqu'on lui a demandé son nom, il a marmonné quelque chose qui ressemblait à « Jérôme », et c'est ainsi qu'il est devenu connu. Souffrant du froid, cet homme d'apparence méditerranéenne, est supposé être un marin abandonné (car handicapé) ou une personne dont la disparation était utile à une autre.
Jerome figure dans l'imaginaire populaire en Nouvelle-Écosse et dans la communauté acadienne de l'île, et plusieurs livres ont été écrits sur l'affaire dont Jerome : Solving the Mystery of Nova Scotia's Silent Castaway (2008) de Fraser Mooney. Dans ce dernier, l'auteur propose une explication en faisant le lien avec un italien touché par la gangrène à Chipman dont la charge est devenue trop importante et la population se serait débarrassée en le confiant à un capitaine de navire passant par-là, qui l'aurait ainsi déposé de l'autre côté de la baie de Fundy et qui serait ainsi devenue l'affaire des habitants de Nouvelle-Écosse.
En 1994, le réalisateur Phil Comeau a sorti un long métrage sur lui intitulé Le Secret de Jérôme qui a remporté 15 prix dans divers festivals.